# بوعنداس
بوعنداس (بالإنجليزية: Bouandas)‏ هي مدينة وبلدية جزائرية تابعة إداريًا وإقليميًا إلى دائرة بوعنداس الكائنة في ولاية سطيف، تقع شمال غرب ولاية سطيف، تبعد عن مدينة سطيف 66 كلم، تبلغ مساحتها 36.40 كم2، و عدد سكانها حوالي 21 الف عام 2023.

## مناخ
تتميز بلدية بوعنداس بشتاء بارد وممطر، كما تعرف المنطقة بهطول ثلوج كثيفة لأيام عديدة من فصل الشتاء، وبداية فصل الربيع «كالعديد من المناطق الداخلية الجزائرية»، أما فصل الصيف فهو حار نسبيا وجاف.
| البيانات المناخية لـبلدية بوعنداس                                                                          | البيانات المناخية لـبلدية بوعنداس | البيانات المناخية لـبلدية بوعنداس | البيانات المناخية لـبلدية بوعنداس | البيانات المناخية لـبلدية بوعنداس | البيانات المناخية لـبلدية بوعنداس | البيانات المناخية لـبلدية بوعنداس | البيانات المناخية لـبلدية بوعنداس | البيانات المناخية لـبلدية بوعنداس | البيانات المناخية لـبلدية بوعنداس | البيانات المناخية لـبلدية بوعنداس | البيانات المناخية لـبلدية بوعنداس | البيانات المناخية لـبلدية بوعنداس | البيانات المناخية لـبلدية بوعنداس |
| الشهر | يناير                             | فبراير                            | مارس                              | أبريل                             | مايو                              | يونيو                             | يوليو                             | أغسطس                             | سبتمبر                            | أكتوبر                            | نوفمبر                            | ديسمبر                            | المعدل السنوي                     |
| --- | --------------------------------- | --------------------------------- | --------------------------------- | --------------------------------- | --------------------------------- | --------------------------------- | --------------------------------- | --------------------------------- | --------------------------------- | --------------------------------- | --------------------------------- | --------------------------------- | --------------------------------- |
| الدرجة القصوى °م (°ف)                                                                                      | 20.3 (68.5)                       | 23.0 (73.4)                       | 29.1 (84.4)                       | 30.3 (86.5)                       | 36.0 (96.8)                       | 38.6 (101.5)                      | 39.5 (103.1)                      | 40.0 (104.0)                      | 37.2 (99.0)                       | 34.0 (93.2)                       | 25.0 (77.0)                       | 23.7 (74.7)                       | 40.0 (104.0)                      |
| متوسط درجة الحرارة الكبرى °م (°ف)                                                                          | 9.5 (49.1)                        | 10.0 (50.0)                       | 12.9 (55.2)                       | 14.2 (57.6)                       | 19.1 (66.4)                       | 20.6 (69.1)                       | 29.0 (84.2)                       | 30.7 (87.3)                       | 24.1 (75.4)                       | 17.2 (63.0)                       | 12.6 (54.7)                       | 8.3 (46.9)                        | 17.3 (63.2)                       |
| المتوسط اليومي °م (°ف)                                                                                     | 7.1 (44.8)                        | 8.1 (46.6)                        | 9.6 (49.3)                        | 10.4 (50.7)                       | 14.6 (58.3)                       | 19.5 (67.1)                       | 22.2 (72.0)                       | 21.2 (70.2)                       | 18.4 (65.1)                       | 14.4 (57.9)                       | 10.4 (50.7)                       | 8.9 (48.0)                        | 13.7 (56.7)                       |
| متوسط درجة الحرارة الصغرى °م (°ف)                                                                          | 3.6 (38.5)                        | 2.1 (35.8)                        | 2.2 (36.0)                        | 3.5 (38.3)                        | 8.0 (46.4)                        | 9.3 (48.7)                        | 14.3 (57.7)                       | 17.6 (63.7)                       | 12.7 (54.9)                       | 9.5 (49.1)                        | 6.1 (43.0)                        | 3.4 (38.1)                        | 7.7 (45.8)                        |
| أدنى درجة حرارة °م (°ف)                                                                                    | −6.0 (21.2)                       | −7.6 (18.3)                       | −4.0 (24.8)                       | −2.2 (28.0)                       | 1.0 (33.8)                        | 4.0 (39.2)                        | 6.7 (44.1)                        | 9.0 (48.2)                        | 7.0 (44.6)                        | 2.0 (35.6)                        | −4.0 (24.8)                       | −5.0 (23.0)                       | −7.6 (18.3)                       |
| الهطول مم (إنش)                                                                                            | 60.6 (2.39)                       | 54.3 (2.14)                       | 56.8 (2.24)                       | 48.2 (1.90)                       | 37.5 (1.48)                       | 18.9 (0.74)                       | 8.9 (0.35)                        | 12.2 (0.48)                       | 26.4 (1.04)                       | 28.4 (1.12)                       | 33.5 (1.32)                       | 61.1 (2.41)                       | 446.8 (17.61)                     |
| متوسط الأيام الممطرة (≥ 1 mm)                                                                              | 9                                 | 7                                 | 6                                 | 7                                 | 10                                | 5                                 | 8                                 | 9                                 | 16                                | 14                                | 18                                | 22                                | 131                               |
| متوسط الأيام المثلجة (≥ 1 cm)                                                                              | 22                                | 18                                | 19                                | 16                                | 0                                 | 0                                 | 0                                 | 0                                 | 1                                 | 4                                 | 8                                 | 10                                | 98                                |
| متوسط الرطوبة النسبية (%)                                                                                  | 69.9                              | 57.3                              | 63.1                              | 62.6                              | 58.0                              | 45.8                              | 38.8                              | 42.9                              | 55.9                              | 59.3                              | 65.8                              | 69.7                              | 57.4                              |
| المصدر #1: الإدارة الوطنية للمحيطات والغلاف الجوي (فترة : 1961–1990)                                       |                                   |                                   |                                   |                                   |                                   |                                   |                                   |                                   |                                   |                                   |                                   |                                   |                                   |
| المصدر #2: climatebase.ru (الدرجات القصوى، الرطوبة) المصدر الثالث : Climate Zone (الأيام الممطرة والمثلجة) |                                   |                                   |                                   |                                   |                                   |                                   |                                   |                                   |                                   |                                   |                                   |                                   |                                   |

## جغرافيا

### الموقع
* الموقع الجغرافي: بوعنداس Bouandas

## مواضيع ذات صلة

### أنظر أيضًا
- الهضاب العليا

- ولاية سطيف
- دائرة بوعنداس